# Меленко (Куявсько-Поморське воєводство)
Меленко (пол. Mielenko, нім. Schöngarten) — село в Польщі, у гміні Моґільно Моґіленського повіту Куявсько-Поморського воєводства.
Населення — 75 осіб (2011).
У 1975-1998 роках село належало до Бидгощського воєводства.

## Демографія
Демографічна структура станом на 31 березня 2011 року:
|          | Загалом | Допрацездатний вік | Працездатний вік | Постпрацездатний вік |
| -------- | ------- | ------------------ | ---------------- | -------------------- |
| Чоловіки | 37      | 7                  | 23               | 7                    |
| Жінки    | 38      | 6                  | 24               | 8                    |
| Разом    | 75      | 13                 | 47               | 15                   |